# عشب الربيع
عشب الربيع أو نجيل أصفر الزهر (الاسم العلمي: Anthoxanthum) هو جنس نباتي يتبع فصيلة النجيلية من رتبة القبئيات.

## من أنواعهالواطنةفيالوطن العربي
- عشب الربيع العطري (باللاتينية: Anthoxanthum odoratum) في بلاد الشام والمغرب العربي وأوروبا